# Procepon liuruiyui
Procepon liuruiyui is een pissebed uit de familie Bopyridae. De wetenschappelijke naam van de soort is voor het eerst geldig gepubliceerd in 2009 door Shu Wen An, James David Williams & Yu.